# Jorge Barroso Filho
Jorge Barroso Filho (Lages, 11 de setembro de 1925 - 19 de agosto de 2016) foi um advogado, professor e político brasileiro.
Filho de Jorge Zacarias Afonso Barroso e de Jocelina Vieira Barroso. Casou com Maria de Lourdes Macedo Barroso.
Bacharel em Ciências Jurídicas e Sociais pela Universidade Federal do Rio Grande do Sul, graduado em 1951.
Foi advogado, profissão que exerceu durante 47 anos, tendo exercido a presidência da OAB subseção Lages e, também, presidido a Comissão de Ética e Disciplina da mesma entidade.
Presidiu o Clube 14 de junho (1958-1961) e o Serrano Tênis Clube (1963-1965), ambos na cidade de Lages/SC.
Professor Catedrático de Francês, por concurso de provas, além de professor assistente de português e titular de inglês na Escola Técnica de Comércio de Lages. e
Exerceu diversas atividades na área da educação: Inspetor de Ensino Médio; Inspetor Federal de Ensino Superior concursado; Técnico em Assuntos Educacionais; Membro do Conselho Estadual de Educação (Governo Celso ramos); Delegado do Ministério da Educação e Fiscal designado pelo MEC em diversas cidades do meio Oeste e do Oeste de Santa Catarina.
Recebeu o prêmio de sexto lugar no Concurso Latino Americano de Ensaios patrocinado pela International Printing Ink, Nova York, tendo sido o único brasileiro classificado, no ano de 1944. No ano de 1945 recebeu o prêmio de terceiro lugar no mesmo concurso. Foi classificado, ainda, em primeiro lugar no Concurso de Ensaio promovido pela Faculdade de Direito de Santa Catarina, patrocinado pelo consulado da Suíssa e Rotary Club.
Foi o primeiro Presidente da Fundação Educacional de Lages (1961-1966), início dos Cursos Superiores de Lages e atual Universidade do Planalto Catarinense.
Foi membro da "National Geografic Research", em Nova York, nomeado em 1985.
Exerceu o cargo de Coordenador do PLAMEG (plano de Metas do Governo do Estado) em Lages.
Foi Diretor da empresa Lages Reflorestamento Ltda., Procurador das Centrais Elétricas de Santa Catarina (CELESC), em Lages (1963), e Provedor do Hospital Nossa Senhora dos Prazeres, de 1963 a 1978.
Na vida política, foi eleito Vereador à Câmara Municipal de Lages em 1950, e exerceu mandato de 1951 a 1955, pelo Partido Social Democrático (PSD).
Nas eleições de 1954 foi candidato a deputado estadual à Assembleia Legislativa de Santa Catarina (ALESC) para a 3ª Legislatura (1955-1959) pelo Partido Social Democrático (PSD), recebendo 2.740 votos e ficando como suplente, e foi convocado.
Dentre as homenagens recebidas em vida, destacam-se: as duas conferidas pela Assembleia Legislativa de Santa, em reconhecimento aos serviços prestados ao Município e Estado, recebidas nos anos de 1999 e 2000; e a conferida pela Câmara Municipal de Lages.